# Нахичеванский автомобильный завод
Naxçıvan Avtomobil Zavodu — автомобильный завод в Нахичеване, в Нахичеванской Автономной Республике (Азербайджан). Завод осуществляет в основном сборку автомобилей китайской марки «Lifan».

## Общие сведения
Завод основан в 1993 году под названием “NAZ-IMPEX” LTD. 
В мае 2009 года в рамках бизнес-форума Китай — Азербайджан в Пекине между заводом и китайской компанией «Lifan» было подписано соглашение о сотрудничестве. На заводе организован сбор легковых автомобилей Lifan. 
С 2008 года осуществлялось строительство производственных мощностей на площади 2 500 м2. Обновлённый завод был введён в эксплуатацию 11 января 2010 года. На заводе установлено оборудование Германии, Италии, Бельгии. В завод было инвестировано 3,5 млн манат.  
Мощность завода при односменном режиме составляет 5 000 автомобилей в год. Производятся автомобили 9 различных модификаций. 
В двухсменном режиме мощность завода составляет до 10 000 автомобилей в год. 

## Деятельность
Завод осуществляет сборку автомобилей «Lifan» китайского автомобильного завода. Необходимые комплектующие завозятся из Китая. Двигатели для автомобилей производятся как китайской фирмой «Lifan», так и немецким производителем «BMW».
11 января 2010 года презентован автомобиль «NAZ Lifan». Стоимость автомобиля на январь 2010 года составляла от 8 до 14 тысяч манат (от 10 до 17 тыс. долл.).
Вес автомобилей «Lifan» — от 1 250 до 1 560 килограммов. 
Специалисты из Китая в течение года с момента запуска производства контролировали производственный процесс.
В январе 2012 года начата сборка внедорожников «Lifan SUV» объёмом двигателя 1,8 литра, мощностью 133 л.с. Автомобили соответствуют стандарту Евро-3. Стоимость автомобиля на январь 2012 года составляла  от 13 до 14 тысяч манат.
В феврале 2013 года начата сборка микроавтобусов Nazlifan LF 6401. Грузоподъемность — 800 кг. Вместительность — 6 человек кроме водителя.
На апрель 2014 года на заводе было собрано 3 000 автомобилей.
На июль 2014 года на заводе осуществлялась сборка 9 моделей — «NAZ-Lifan-320» и «NAZ-Lifan-330» типа хетчбек, «NAZ-Lifan-620», «NAZ-Lifan-630» и «NAZ-Lifan-720» типа седан, «NAZ-Lifan X-60» типа кроссовер, фургонные грузовые «NAZ-Lifan LF-5028» и микроавтобусы (1+6 человек) «NAZ-Lifan LF-6401». Стоимость автомобилей составляла от 7 500 до 15 700 манат.
В 2016 году начата сборка бизнес-седанов «NAZ Lifan 820». 20 ноября 2016 года проведена презентация первого автомобиля Lifan 820 Premium. У автомобиля двигатель объёмом 2,4 л., шестиступенчатая автоматическая трансмиссия. Мощность двигателя — 161 л.с. Первая выпущенная партия составила 100 автомобилей.

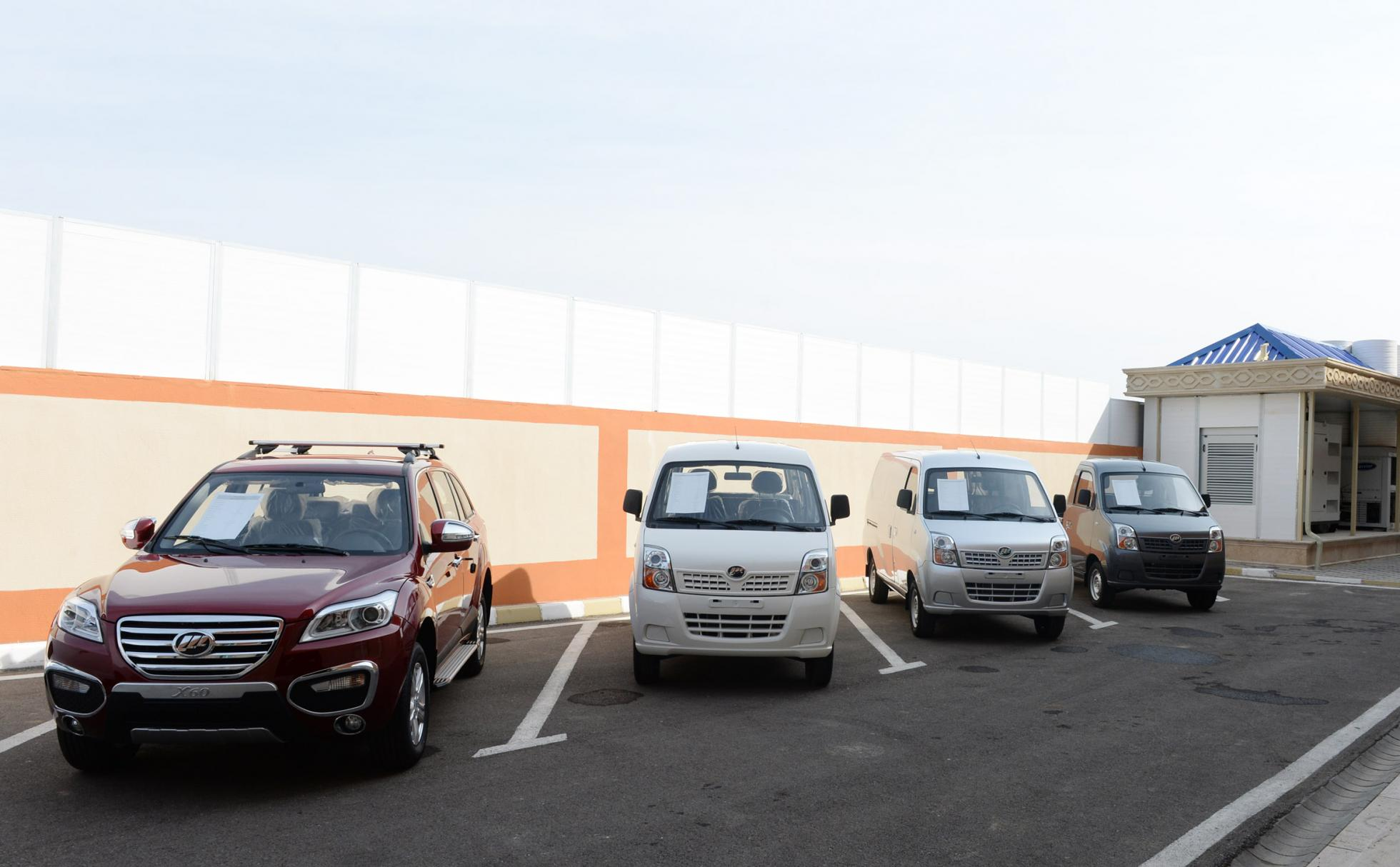
Автомобили Назлифан

В августе 2020 года начата сборка минивэна «Naz Lifan L7». Вместимость — 7 пассажиров. Объём двигателя в зависимости от модификации — 1,2 л и 1,5л..
Осуществляется производство автомобилей FAW.
С сентября 2022 года планируется сборка пикапов ZX Avto и электромобилей.
В марте 2023 года начата сборка автомобилей Maple X3 PRO. Автомобиль выпускается с механической или автоматической коробкой передач. Соответствует стандартам Евро-4.
В 2010 году на заводе было собрано 489 автомобилей. В 2013 году — 576 автомобилей. С января по июль 2014 года собрано 1 300 автомобилей.
Центры продаж и сервиса действуют в Баку и Нахичевани.

## Модели

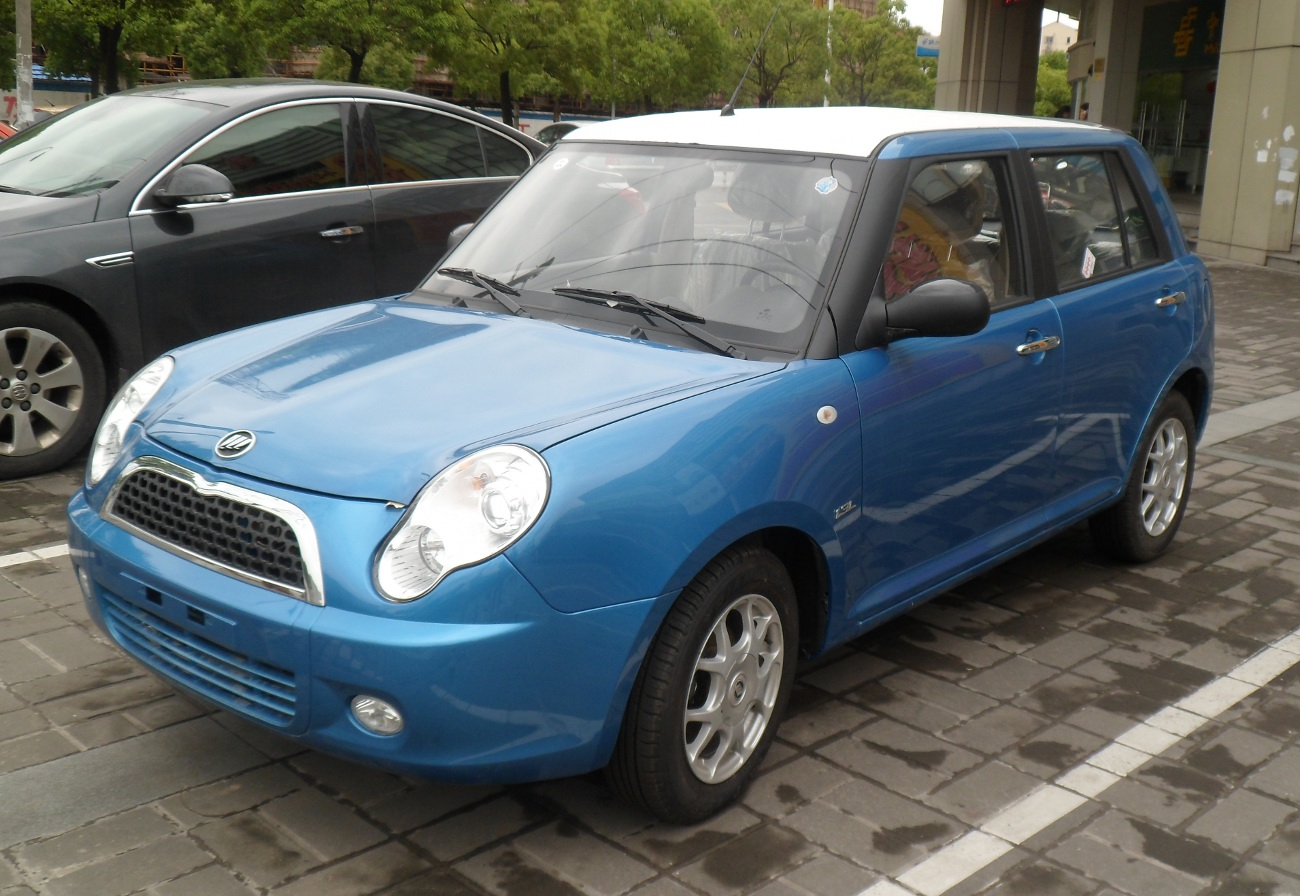
Lifan 320
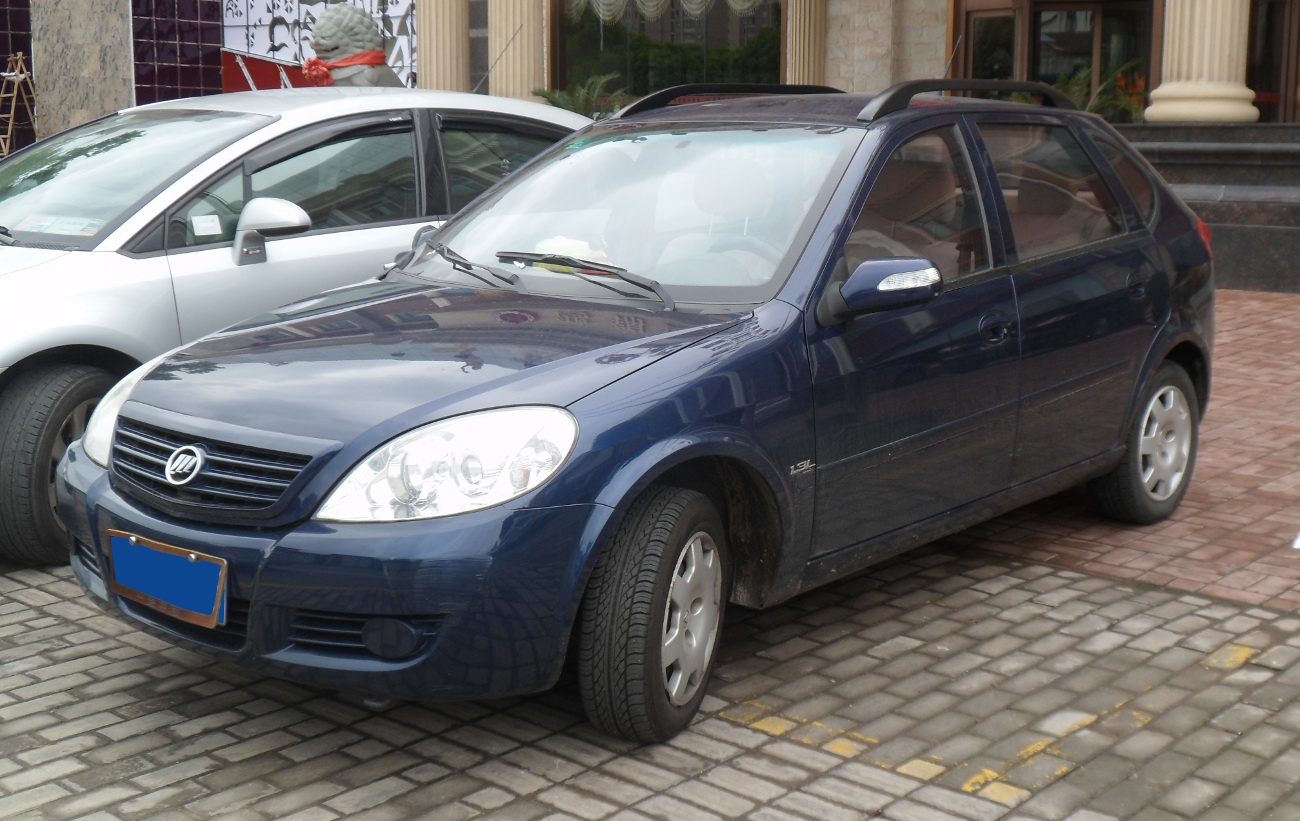
Lifan 620
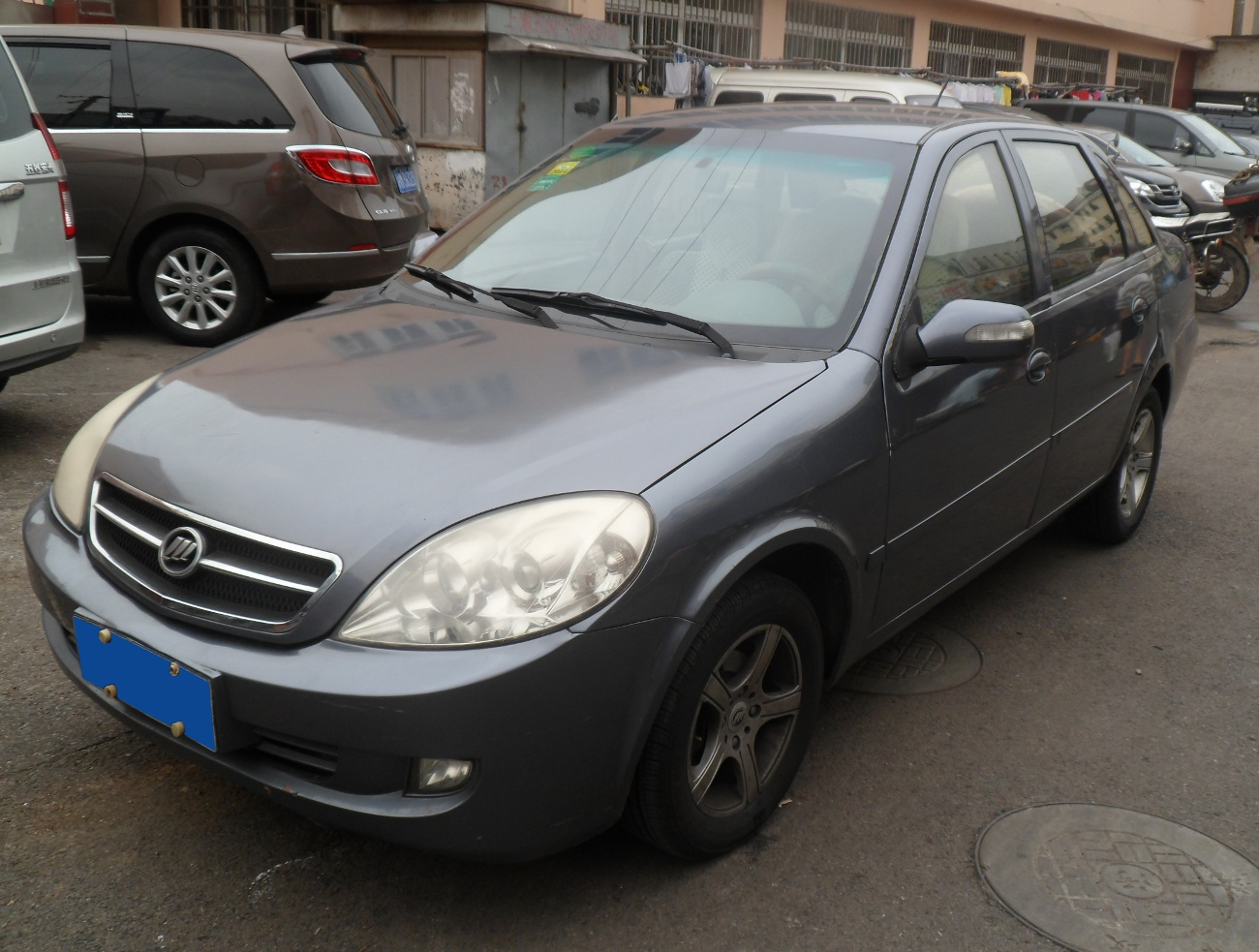
Lifan 520
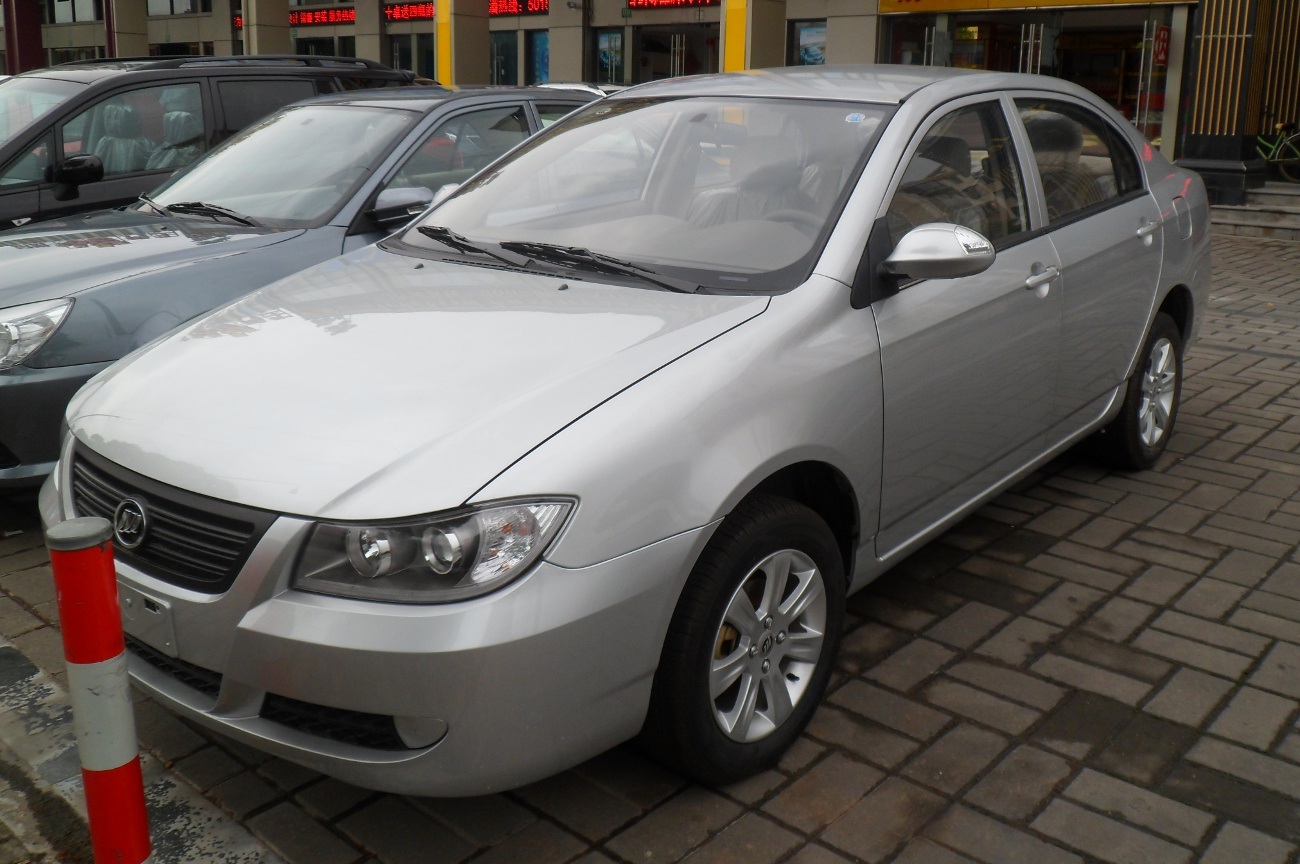
Lifan 720
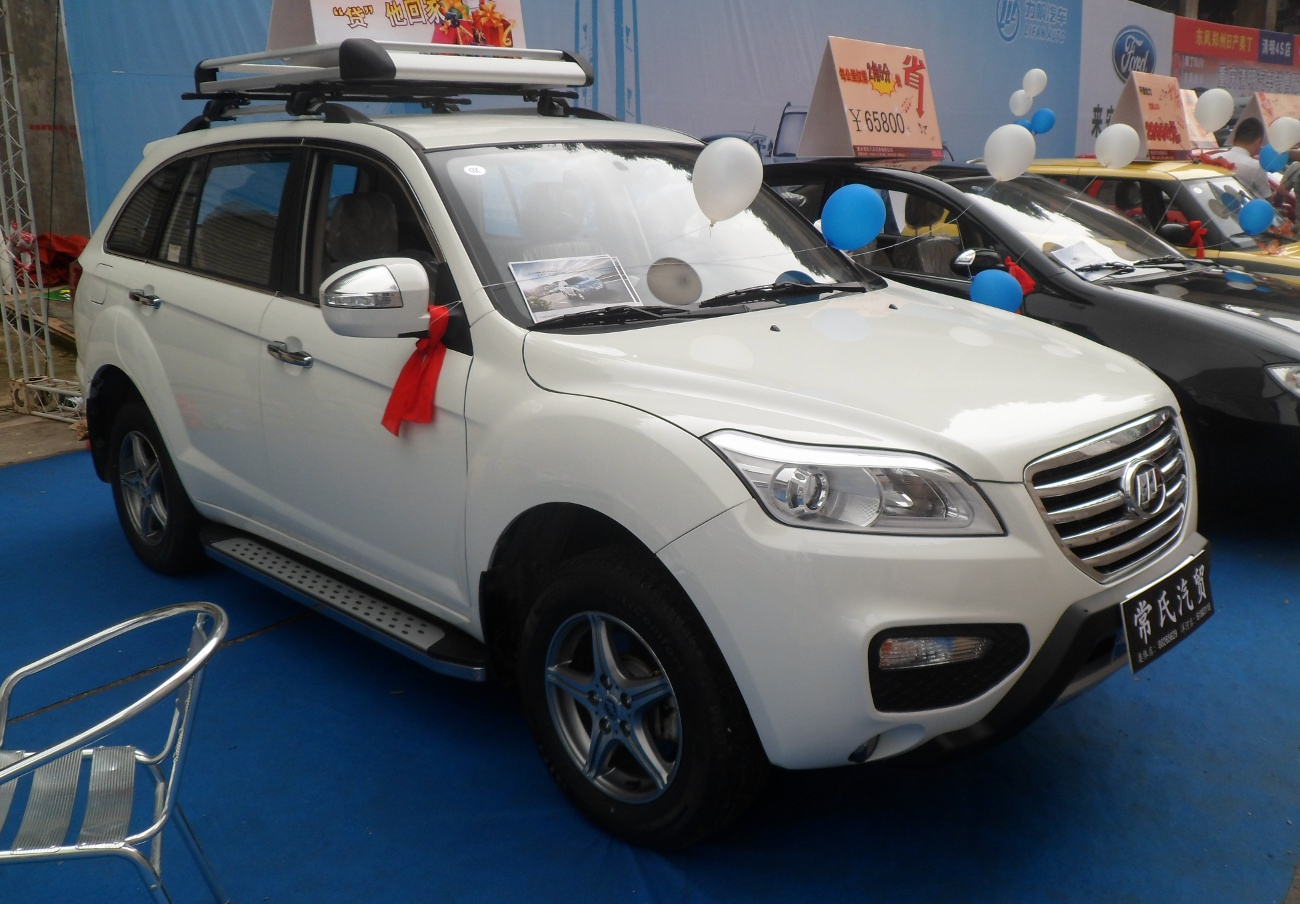
Lifan X60

- Lifan 320
- Lifan 520i
- Lifan 520
- Lifan 620
- Lifan X60